# Лазовський Олександр Сергійович
Олександр Сергійович Лазовський (смт Вапнярка, Вінницька область — 15 березня 2022, район м. Мар'їнка Донецька область) — український військовослужбовець 11 ОБрАА, капітан Повітряних сил Збройних сил України, учасник російсько-української війни. Кавалер ордена «За мужність» III ступеня (2022, посмертно).

## Життєпис
Народився в смт Вапнярка Вінницької області в родині військового.
Після закінчення навчання в ХНУПС імені Івана Кожедуба (спеціальність — авіаційний технік), розпочав службу бортовим техніком вертольоту Мі-24 у складі 11-ї окремої бригади армійської авіації. Згодом опанував вертоліт Мі-8. Учасник АТО/ООС.
З початком повномасштабного російського вторгнення в Україну продовжував обороняти українське небо. 15 березня 2022 року екіпаж вертольота Мі-8 знищив близько 12 одиниць техніки та 40 російських окупантів в районі м. Мар'їнки на Донеччині. Потім вертоліт був збитий ворогом.
Похований на Матвійському кладовищі м. Миколаєві.
Залишилася дружина та донька.

## Нагороди
- орден «За мужність» III ступеня (14 квітня 2022, посмертно) — за особисту мужність і самовіддані дії, виявлені у захисті державного суверенітету та територіальної цілісності України, вірність військовій присязі[2];
- орден Данила Галицького (16 березня 2022) — за особисту мужність і самовіддані дії, виявлені у захисті державного суверенітету та територіальної цілісності України, вірність військовій присязі[3].

## Військові звання
- капітан (2022);
- старший лейтенант (на 14.04.2022).